# Aeroportul Internațional Shymkent
Aeroportul Internațional Shymkent (în kazahă Halyqaralyq Shymkent Áýejaıy) (IATA: CIT, ICAO: UAII) este un aeroport din Provincia Turkistan, Kazahstan ce deservește zona Shymkent. Aeroportul a fost tranzitat în 2019 de 955.412 pasageri. A fost deschis în 1933 și numit după zona deservită.
Situat la o altitudine de 422 m, aeroportul dispune de 1 pistă.

## Infrastructură

### Piste
Aeroportul dispune de o singură pistă. Pista 10/28 are suprafața de beton și dimensiunile 2.800 m × 45 m. 